# Banfangzi
Banfangzi är en socken i Kina. Den ligger i provinsen Shaanxi, i den nordvästra delen av landet, omkring 96 kilometer sydväst om provinshuvudstaden Xi'an. Antalet invånare är 2 264. Befolkningen består av 1 034 kvinnor och 1 230 män. Barn under 15 år utgör 18,0 %, vuxna 15-64 år 70 %, och äldre över 65 år 11,0 %.
Runt Banfangzi är det ganska glesbefolkat, med 23 invånare per kvadratkilometer. Närmaste större samhälle är Houzhenzizhen, 15,7 km väster om Banfangzi. I omgivningarna runt Banfangzi växer i huvudsak blandskog.
Genomsnittlig årsnederbörd är 925 millimeter. Den regnigaste månaden är juli, med i genomsnitt 184 mm nederbörd, och den torraste är december, med 2 mm nederbörd.